# 玛丽亚·格佩特-梅耶
玛丽亚·格佩特-梅耶（德語：Maria Goeppert-Mayer，1906年6月28日—1972年2月20日）是一名德裔美国物理学家。1963年因提出原子核殼層模型而獲得諾貝爾物理獎。是繼瑪麗·居里之後第二位拿到此獎的女性。

## 生平
瑪麗亞·格佩特-梅耶出生於德意志帝國統治下的普鲁士王国西里西亚省的卡托維茲（現屬於波蘭）。
1910年，由於其父弗里德里希被任命為哥廷根大學的兒科教授而舉家遷往哥廷根居住，格佩特-梅耶是她父親的家族中的第七代教授。在小時候，她的生長環境裡就充滿了大學裡的學生、教授、學者，其中甚至包括了未來的諾貝爾獎得主恩里科·費米、維爾納·海森堡、保羅·狄拉克和沃爾夫岡·包立。
1924年，她通過了畢業考得以進入大學就讀，在秋天成為了哥廷根大學的一份子。在那兒她向馬克斯·玻恩、詹姆斯·法蘭克和阿道夫·奧托·賴因霍爾德·溫道斯等未來的諾貝爾獎得主學習。
1930年她完成了博士學位，並在同年嫁給了詹姆斯·法蘭克的助手約瑟夫·愛德華·梅耶博士。之後這對夫婦移居梅耶的祖國美國。
未來的幾年裡，格佩特-梅耶在她丈夫任職的學校擔任非正式或志願的職務，1931年到1939年在約翰·霍普金斯大學、1940年到1946年在哥倫比亞大學，之後則是在芝加哥大學。這段期間，格佩特-梅耶之所以無法取得職位部分是因為性別歧視以及嚴格避免裙帶關係的規定。儘管如此，她還是找到了其他機會，包括莎拉·勞倫斯學院的教職、哥倫比亞大學研究計畫和洛斯阿拉莫斯國家實驗室的研究職位。
在她丈夫任職芝加哥大學的期間，格佩特-梅耶成為了物理系的志願副教授。此外，鄰近的阿貢國家實驗室於1946年7月1日成立，格佩特-梅耶取得了理論物理組的兼職工作。這段時間，她發展了解釋原子核殼層結構的數學模型。由於這個研究成果，她與約翰內斯·延森、尤金·維格納共同獲得1963年的諾貝爾物理獎。
格佩特-梅耶的模型解釋了「為何特定數量的核子使原子核特別穩定」這個困惑物理學家許久的問題。這些數量被稱作幻數。背離當時已知的知識，她假設原子核就像一系列的封閉殼層，而質子與中子傾向兩個合成一對。這就像地球繞著太陽公轉時同時繞著自轉軸自轉。格佩特-梅耶優雅地描述了這個概念：
|  | 想像一屋子的人跳舞。假使他們繞著圈轉，一圈圍著一圈。然後想像每一圈裡一對對的舞者，一個順時針繞轉、一個逆時針轉。繞著圈轉時舞者也在旋轉，每一對都同時旋轉與繞圈。但只有部分舞者逆時針繞、逆時針轉。其餘舞者順時針轉、順時針繞。兩者數量一樣多。 |

在1940年代與1950年代早期，格佩特-梅耶為愛德華·泰勒研究光學問題，其研究結果被應用到設計第一顆氫彈。
1960年，格佩特-梅耶到加州大學聖地牙哥分校擔任教授。雖然到任不久後就中風，其後仍繼續教學與研究數年。

1972年，格佩特-梅耶因心肌梗塞於加州聖地牙哥過世。

## 其他知名工作
瑪麗亞·格佩特-梅耶1931年的博士論文是研究原子的雙光子吸收之可能性。這個現象一直到1960年代雷射發明後才受到證實。為紀念他在這個領域的貢獻，雙光子的吸收截面單位被命名作GM（Goeppert-Mayer）。

## 紀念
格佩特-梅耶死後，美國物理學會設立了以之命名的獎項，頒給傑出的年輕女性研究者。對象是所有取得博士學位的女性物理學家。兩間格佩特-梅耶曾經待過的大學也紀念她。芝加哥大學每年頒獎給傑出年輕女性科學家或工程師。加州大學聖地牙哥分校則每年舉辦瑪麗亞·格佩特-梅耶座談會，聚集女性研究者一同討論現代科學。
金星上的格佩特-梅耶撞擊坑（半徑約35公里）也是以之命名。

## 參閱
- 諾貝爾獎女性得主列表